# Giovanni Battista Rabino
Giovanni Battista Rabino (Montaldo Scarampi, 15 de dezembro de 1931 — 12 de março de 2020) foi um político italiano que atuou como deputado.
Em 2005 foi prefeito de Montaldo Scarampi.
Rabino morreu de COVID-19 em 12 de março de 2020, após adoecer em 18 de fevereiro.